# Gare de Tissemsilt
La gare de Tissemsilt est une gare ferroviaire algérienne située sur le territoire de la commune de Tissemsilt, dans la wilaya de Tissemsilt.

## Situation ferroviaire
Établie à une altitude de 877 m, la gare est située au point kilométrique (PK) 0 de la ligne de Tissemsilt à M'Sila, dont elle est l'origine et où elle est suivie de la gare de Bougara.
| \| Tissemsilt \| Localisation de la gare de Tissemsilt dans sa wilaya. |
| Tissemsilt                                                             |

## Histoire
La gare est mise en service le 26 décembre 2022 lors de l'inauguration de la ligne de Tissemsilt à M'Sila.

## Service des voyageurs

### Desserte
La gare de Tissemsilt est desservie par les trains régionaux de la liaison Bordj Bou Arreridj - Tissemsilt,.
C'est également une gare de marchandises.

## Galerie de photographies

Sélection de vues de la gare
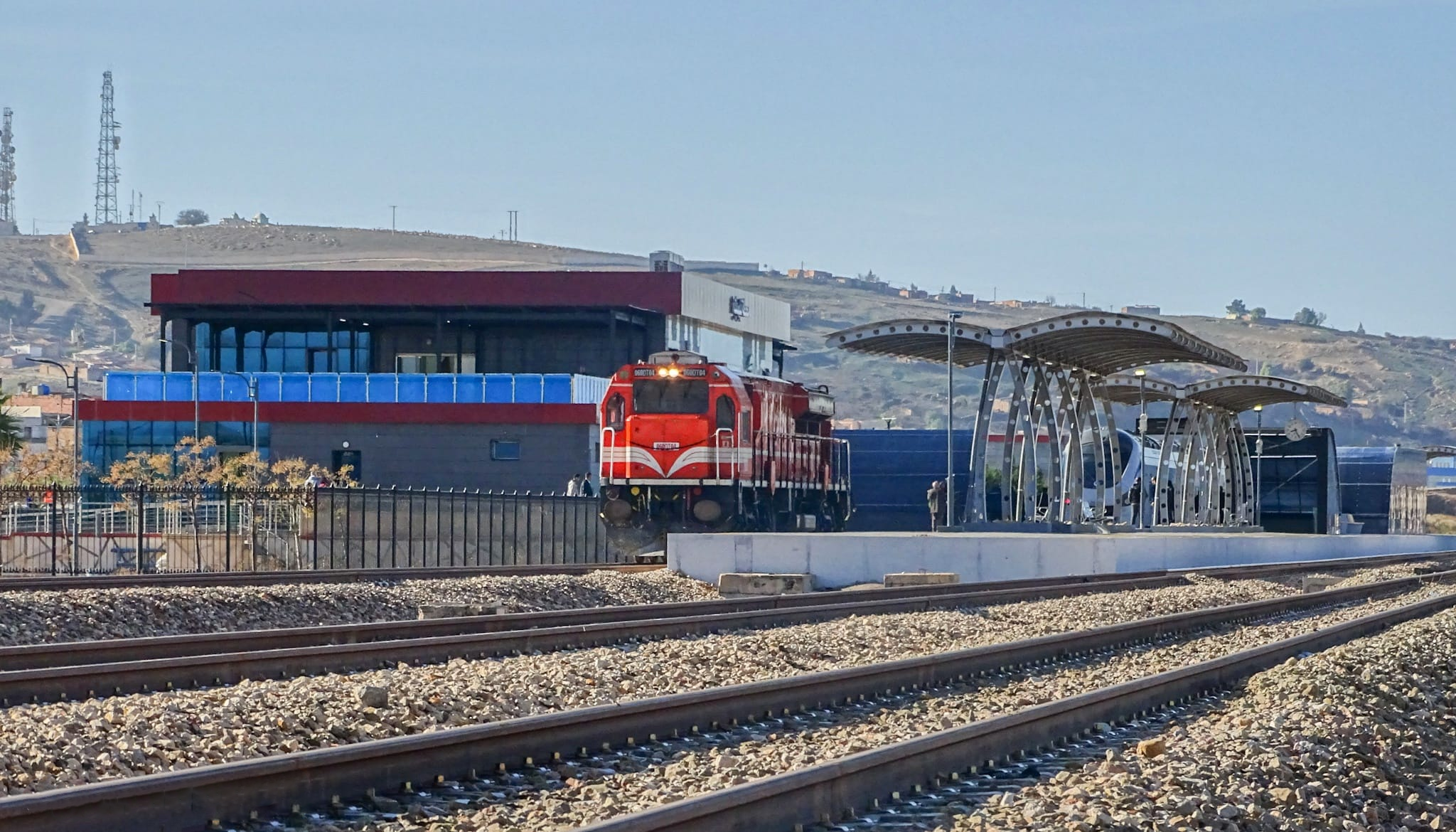
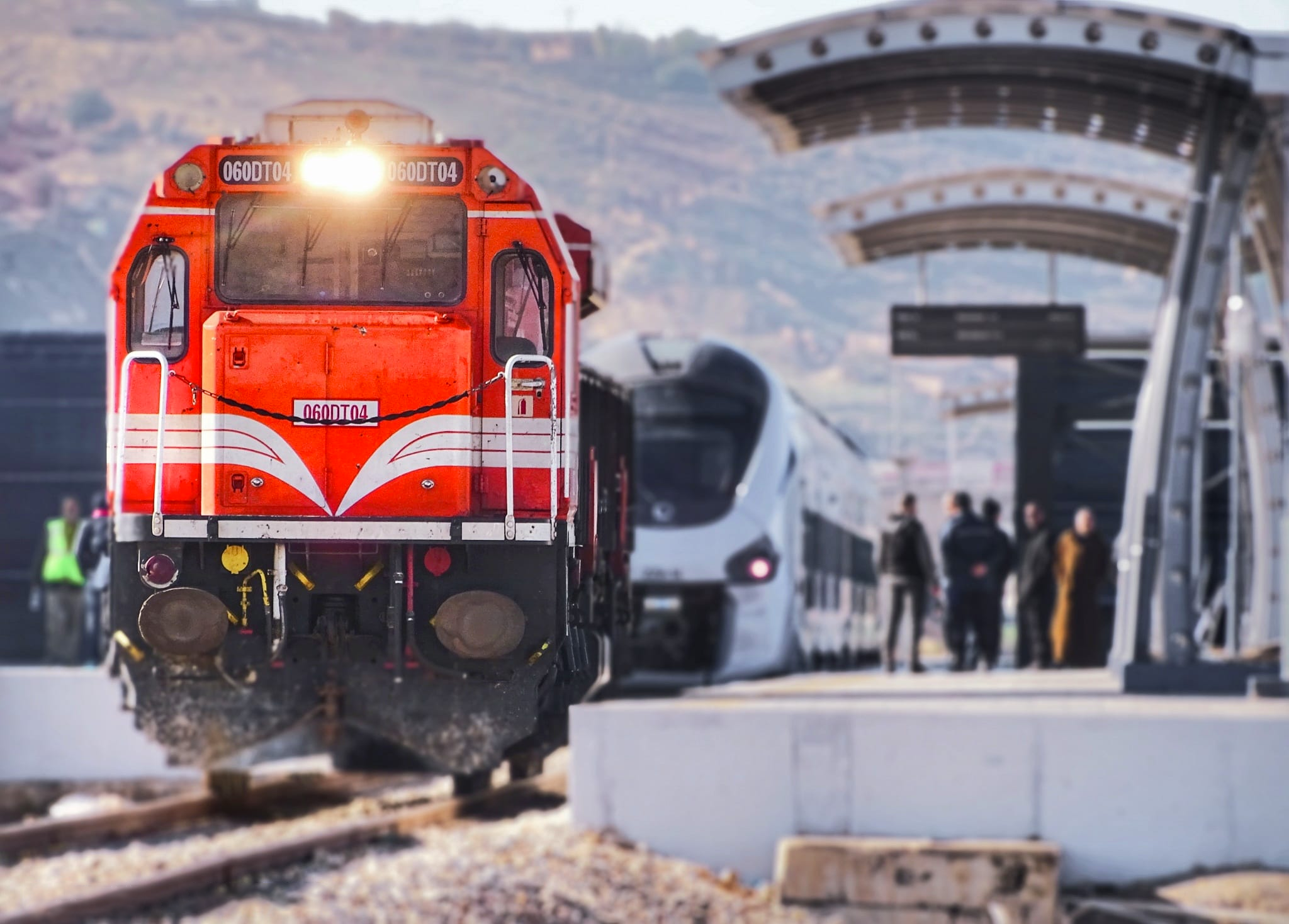
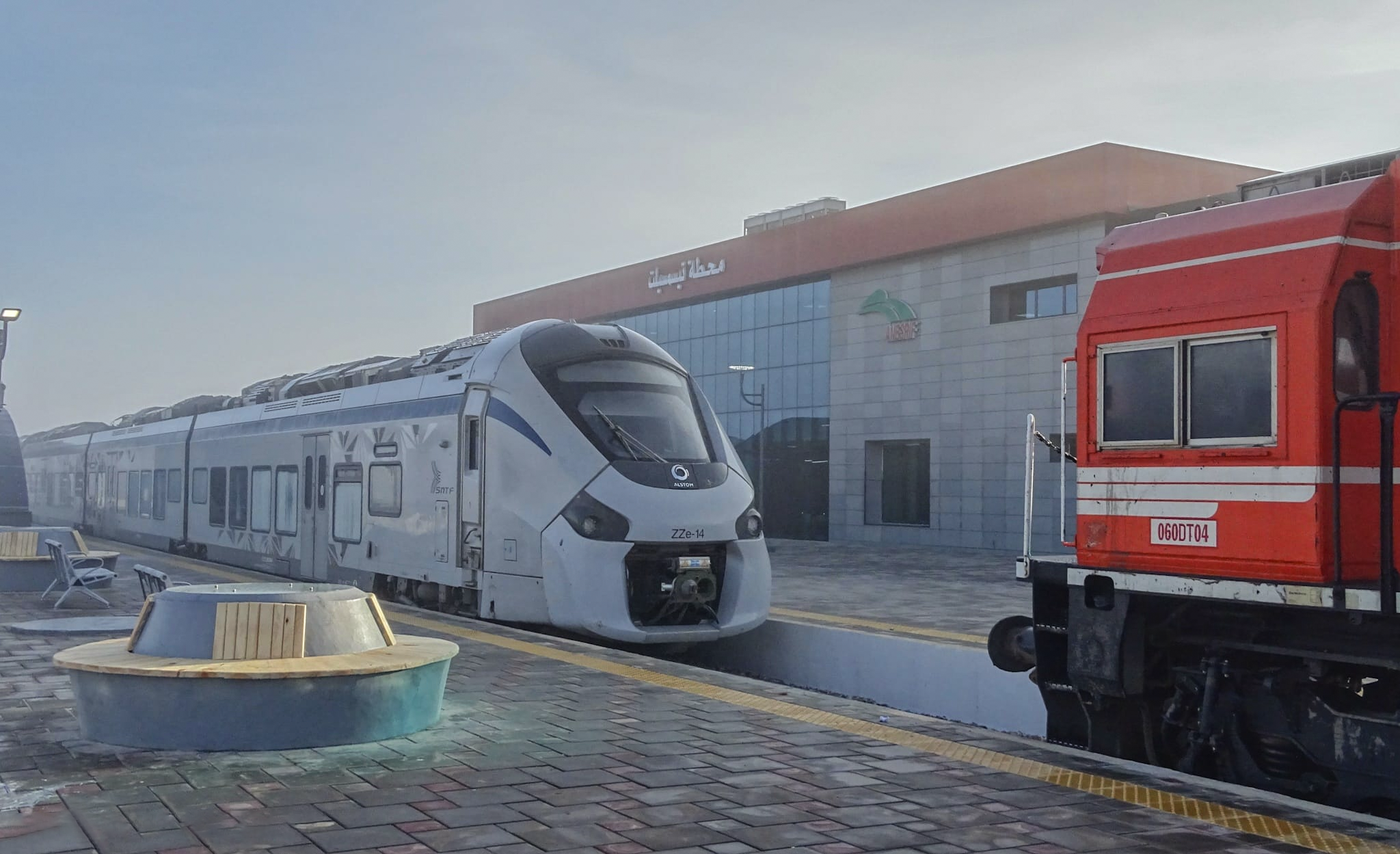